# The Voice of Poland
Pour les articles homonymes, voir The Voice.
The Voice of Poland est une émission de télévision polonaise de télé-crochet musical diffusée sur TVP 2 depuis le 3 septembre 2011.
L'émission est adaptée de The Voice of Holland, créée aux Pays-Bas par le fondateur d'Endemol, John de Mol.

## Participants
| Saisons             | Saisons | Saisons | Saisons | Saisons | Saisons | Saisons | Saisons | Saisons | Saisons | Saisons | Saisons | Saisons | Saisons |    |
| Coach               | 1       | 2       | 3       | 4       | 5       | 6       | 7       | 8       | 9       | 10      | 11      | 12      | 13      | 14 |
| ------------------- | ------- | ------- | ------- | ------- | ------- | ------- | ------- | ------- | ------- | ------- | ------- | ------- | ------- | -- |
| Andrzej Piaseczny   |         |         |         |         |         |         |         |         |         |         |         |         |         |    |
| Kayah               |         |         |         |         |         |         |         |         |         |         |         |         |         |    |
| Nergal              |         |         |         |         |         |         |         |         |         |         |         |         |         |    |
| Ania Dąbrowska      |         |         |         |         |         |         |         |         |         |         |         |         |         |    |
| Justyna Steczkowska |         |         |         |         |         |         |         |         |         |         |         |         |         |    |
| Tomson & Baron      |         |         |         |         |         |         |         |         |         |         |         |         |         |    |
| Patrycja Markowska  |         |         |         |         |         |         |         |         |         |         |         |         |         |    |
| Marek Piekarczyk    |         |         |         |         |         |         |         |         |         |         |         |         |         |    |
| Edyta Górniak       |         |         |         |         |         |         |         |         |         |         |         |         |         |    |
| Maria Sadowska      |         |         |         |         |         |         |         |         |         |         |         |         |         |    |
| Natalia Kukulska    |         |         |         |         |         |         |         |         |         |         |         |         |         |    |
| Michał Szpak        |         |         |         |         |         |         |         |         |         |         |         |         |         |    |
| Grzegorz Hyży       |         |         |         |         |         |         |         |         |         |         |         |         |         |    |
| Piotr Cugowski      |         |         |         |         |         |         |         |         |         |         |         |         |         |    |
| Margaret            |         |         |         |         |         |         |         |         |         |         |         |         |         |    |
| Kamil Bednarek      |         |         |         |         |         |         |         |         |         |         |         |         |         |    |
| Urszula Dudziak     |         |         |         |         |         |         |         |         |         |         |         |         |         |    |
| sylwia grzeszczak   |         |         |         |         |         |         |         |         |         |         |         |         |         |    |

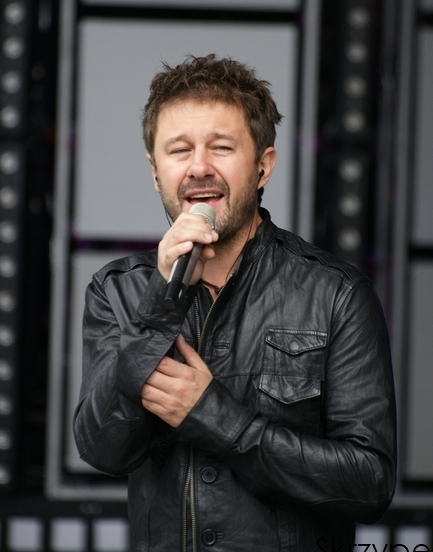
Andrzej Piaseczny
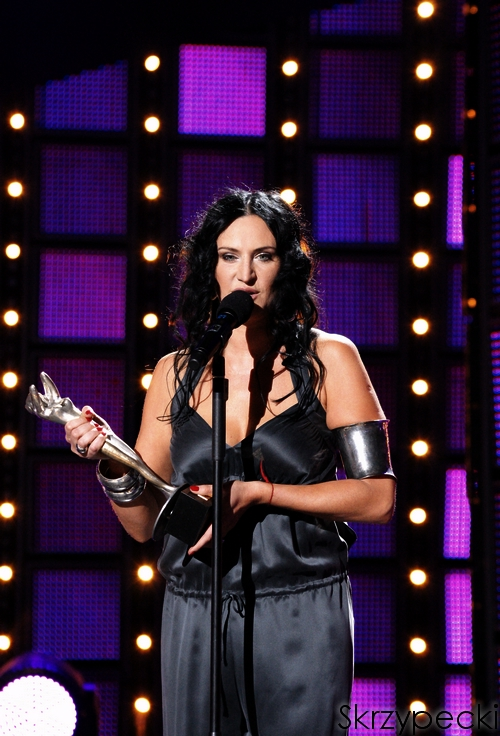
Kayah
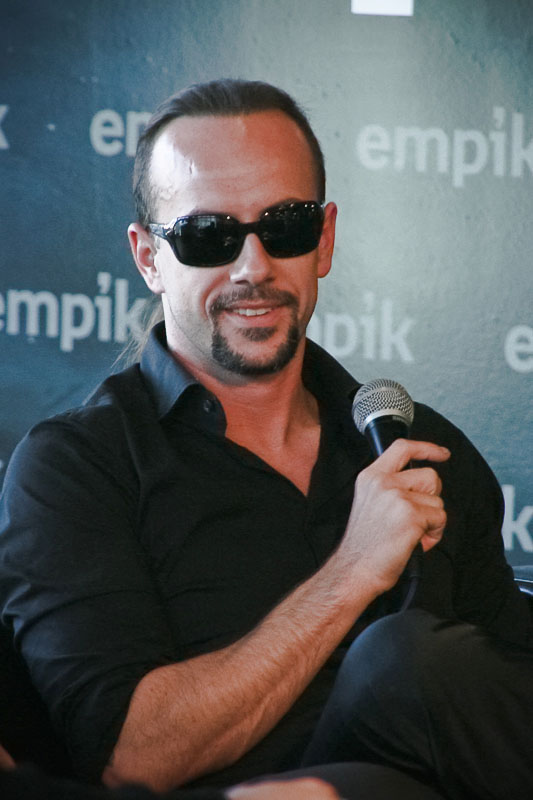
Nergal
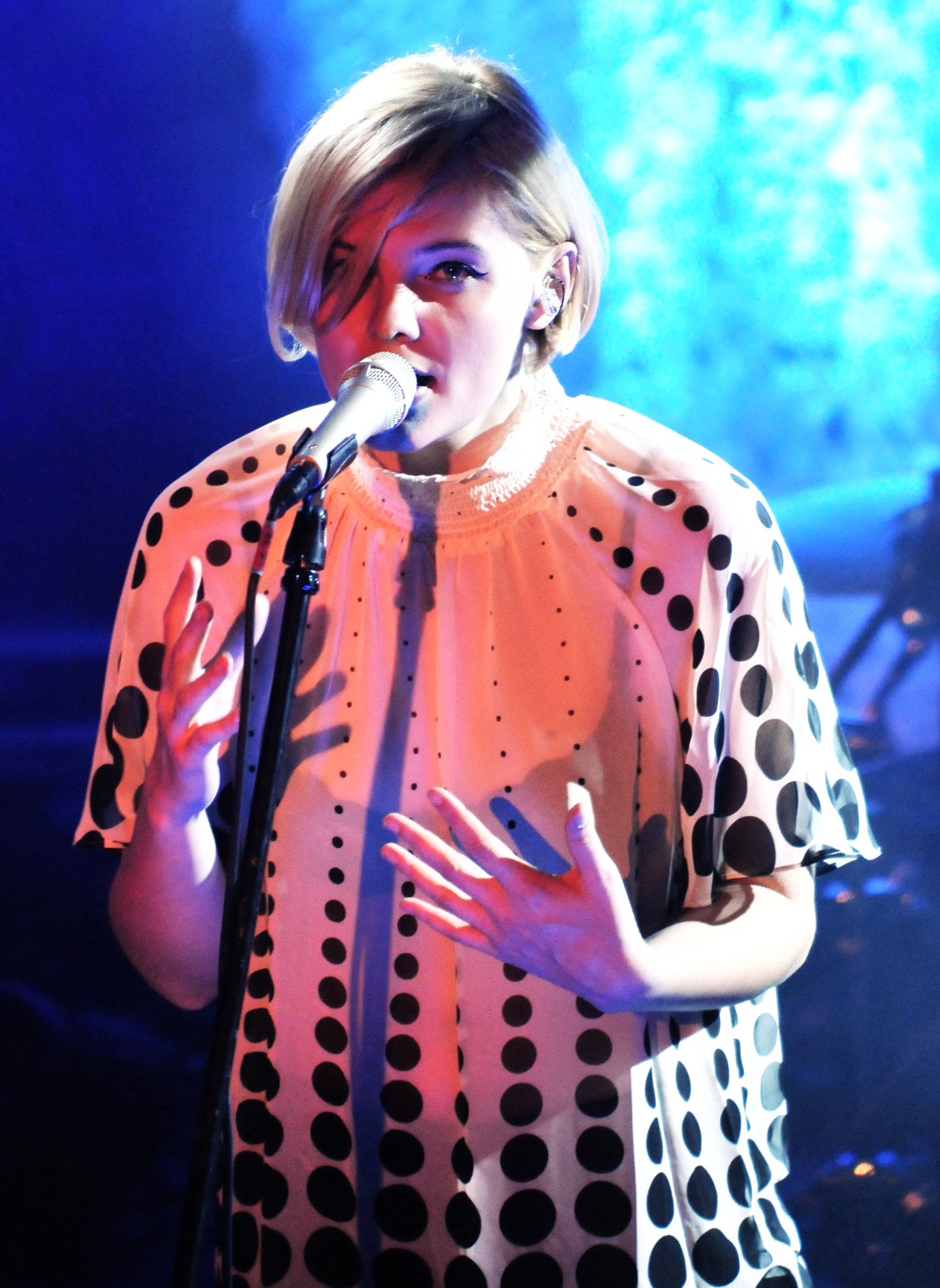
Ania Dąbrowska
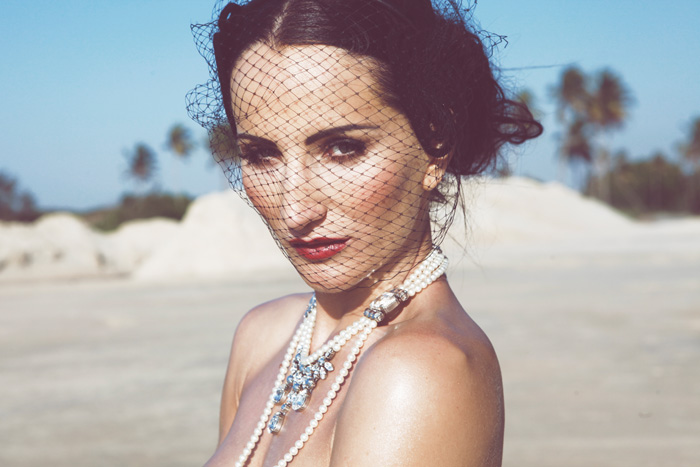
Justyna Steczkowska
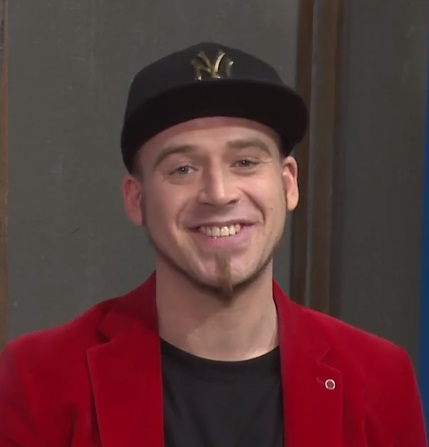
Tomasz Lach (Tomson & Baron)
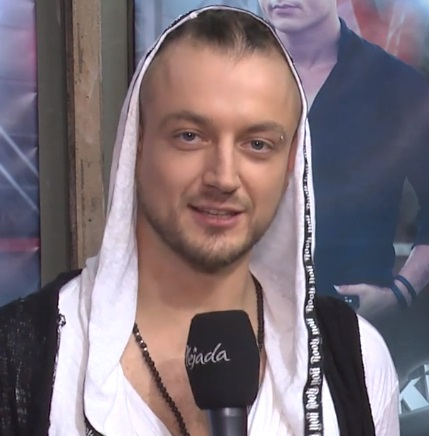
Aleksander Milwiw-Baron (Tomson & Baron)
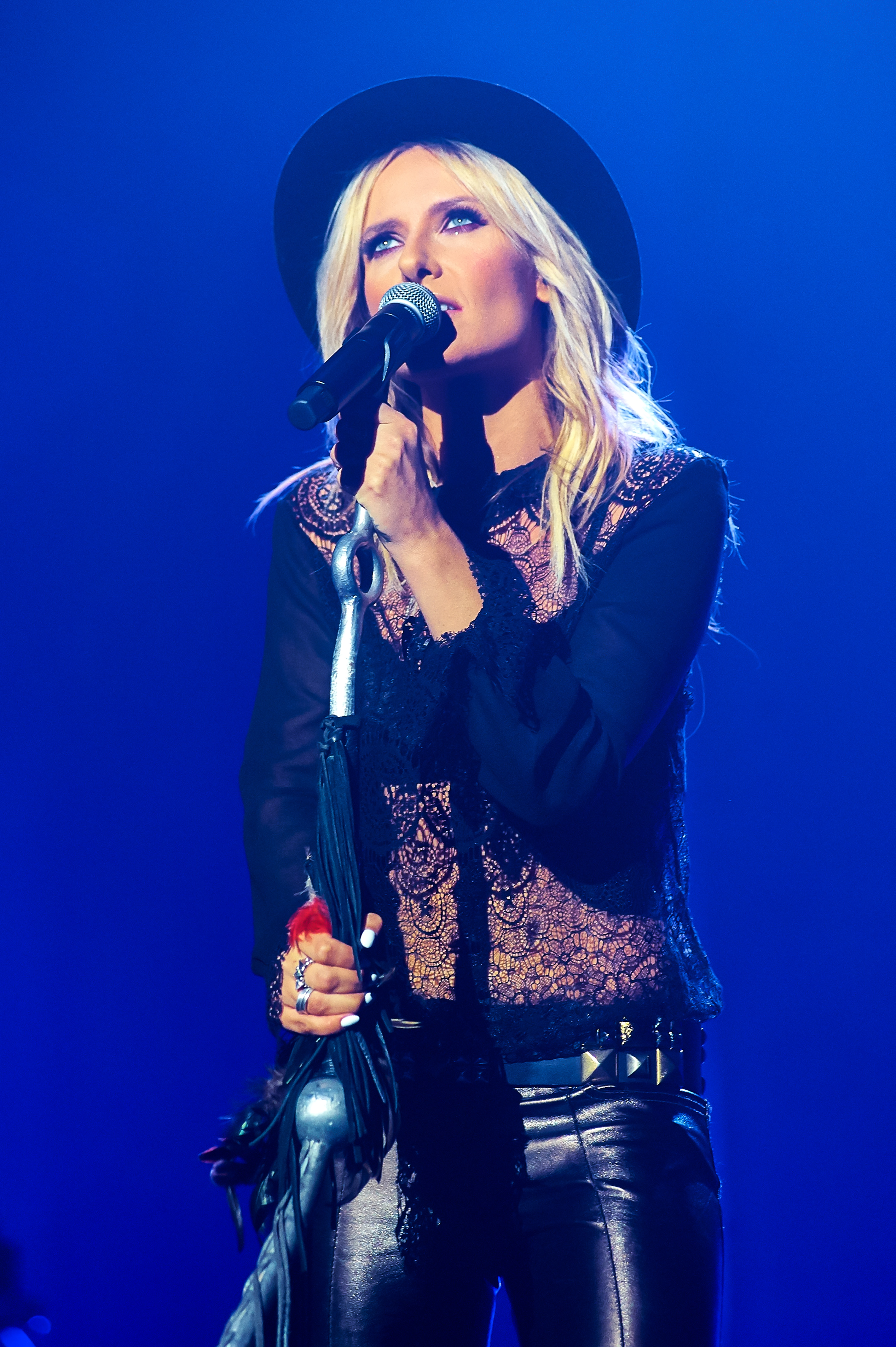
Patrycja Markowska
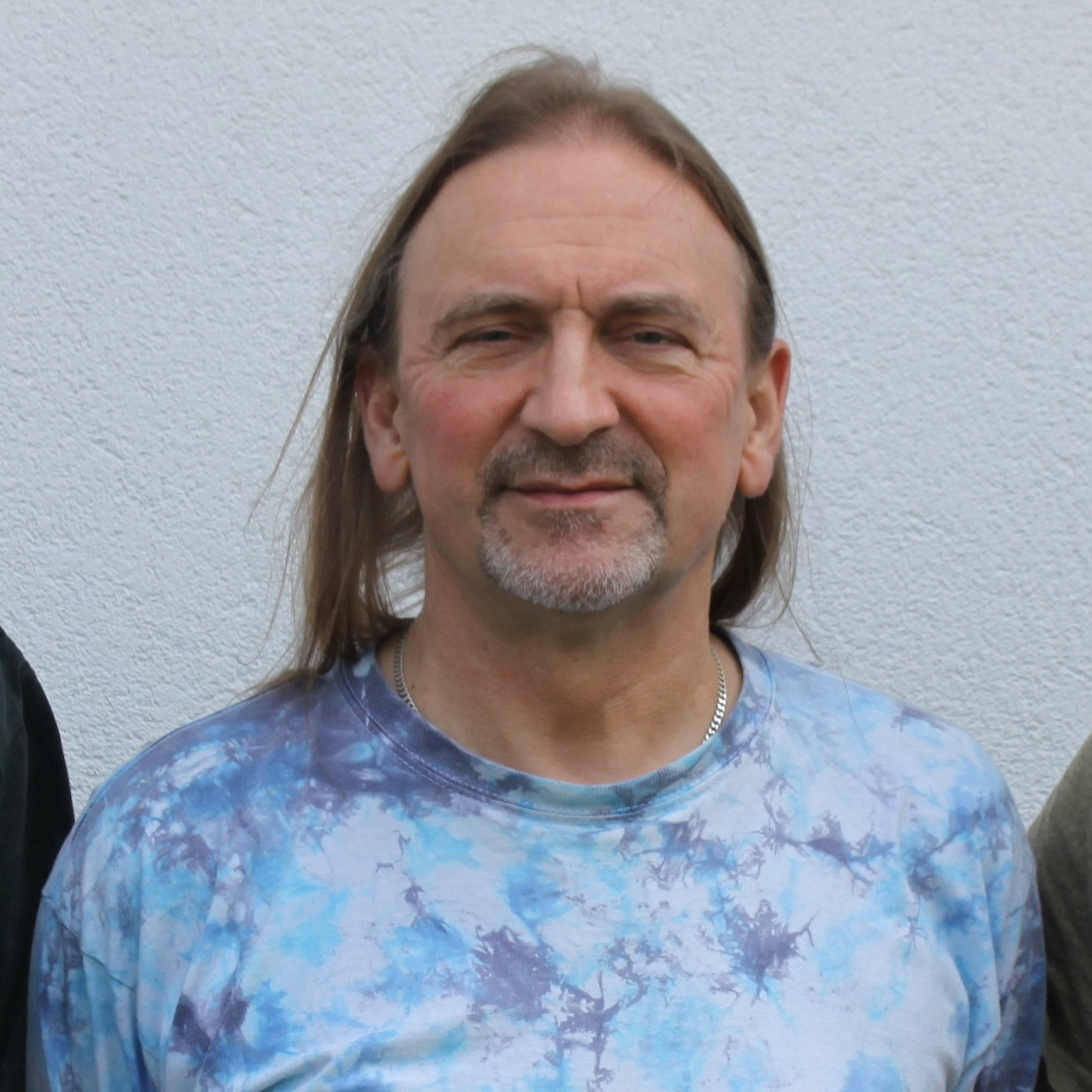
Marek Piekarczyk
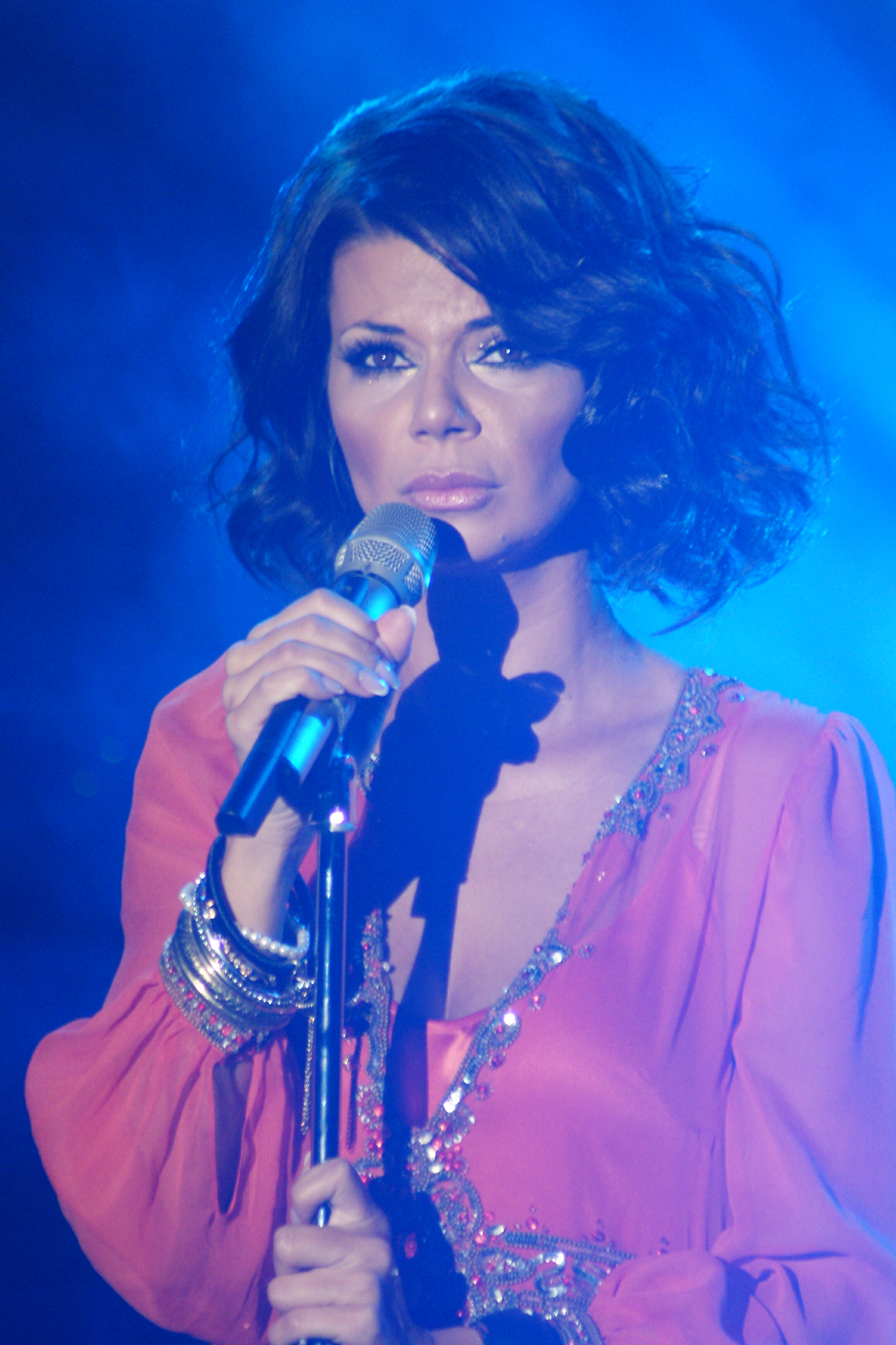
Edyta Górniak
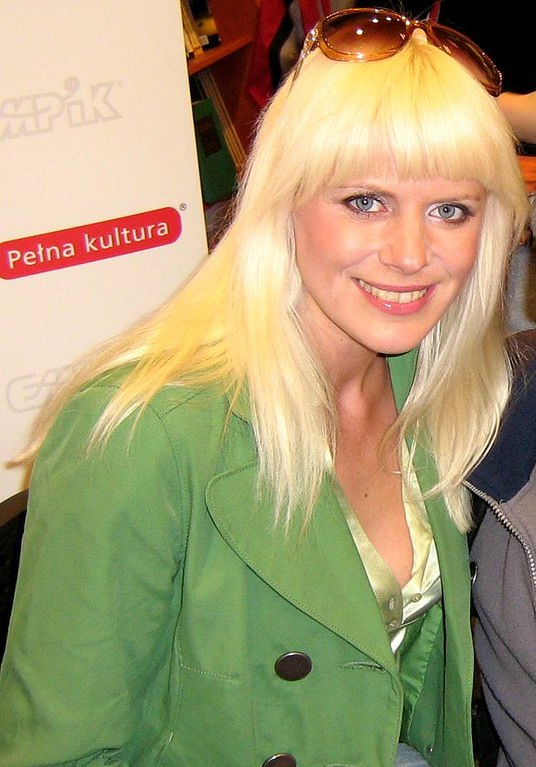
Maria Sadowska
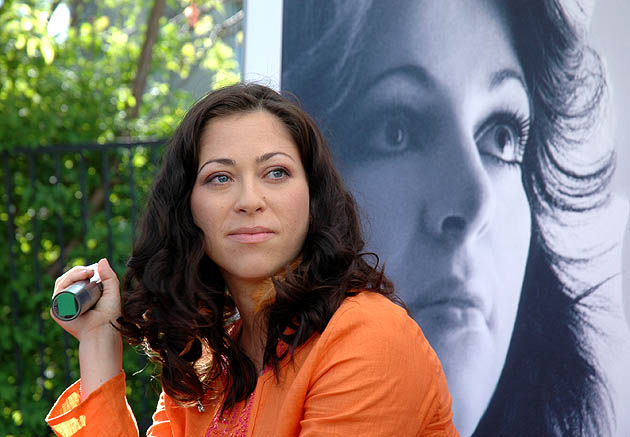
Natalia Kukulska
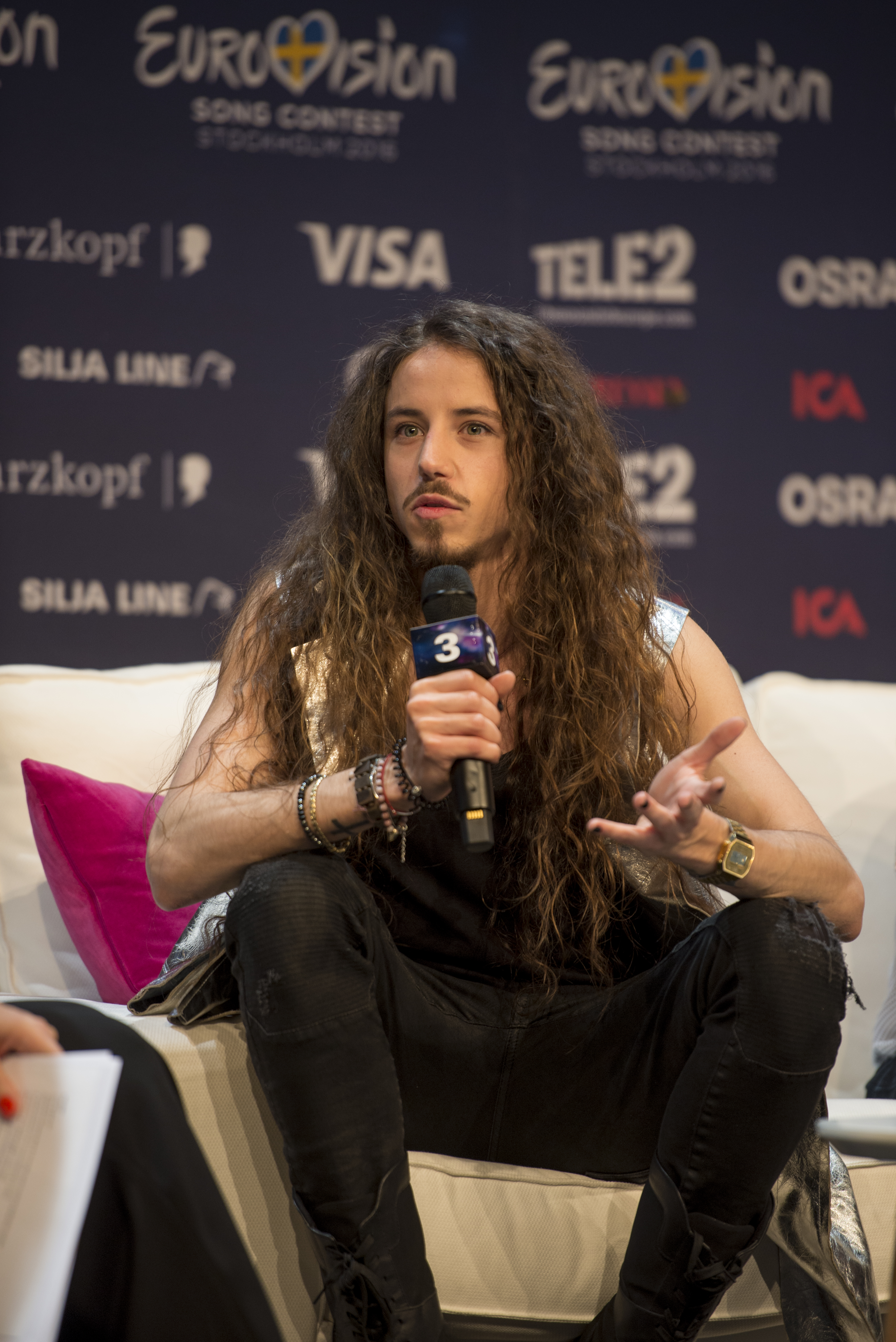
Michał Szpak
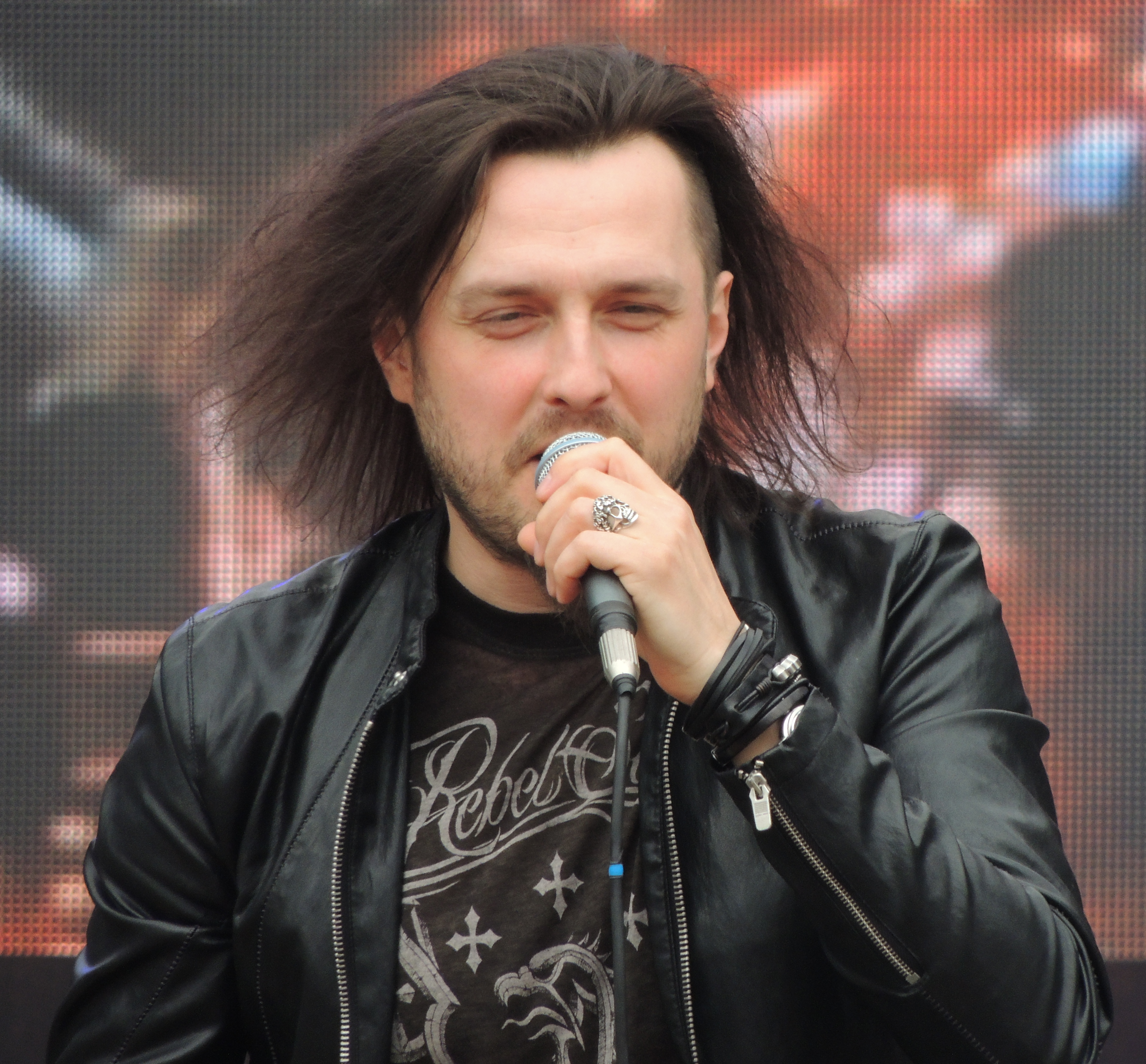
Piotr Cugowski
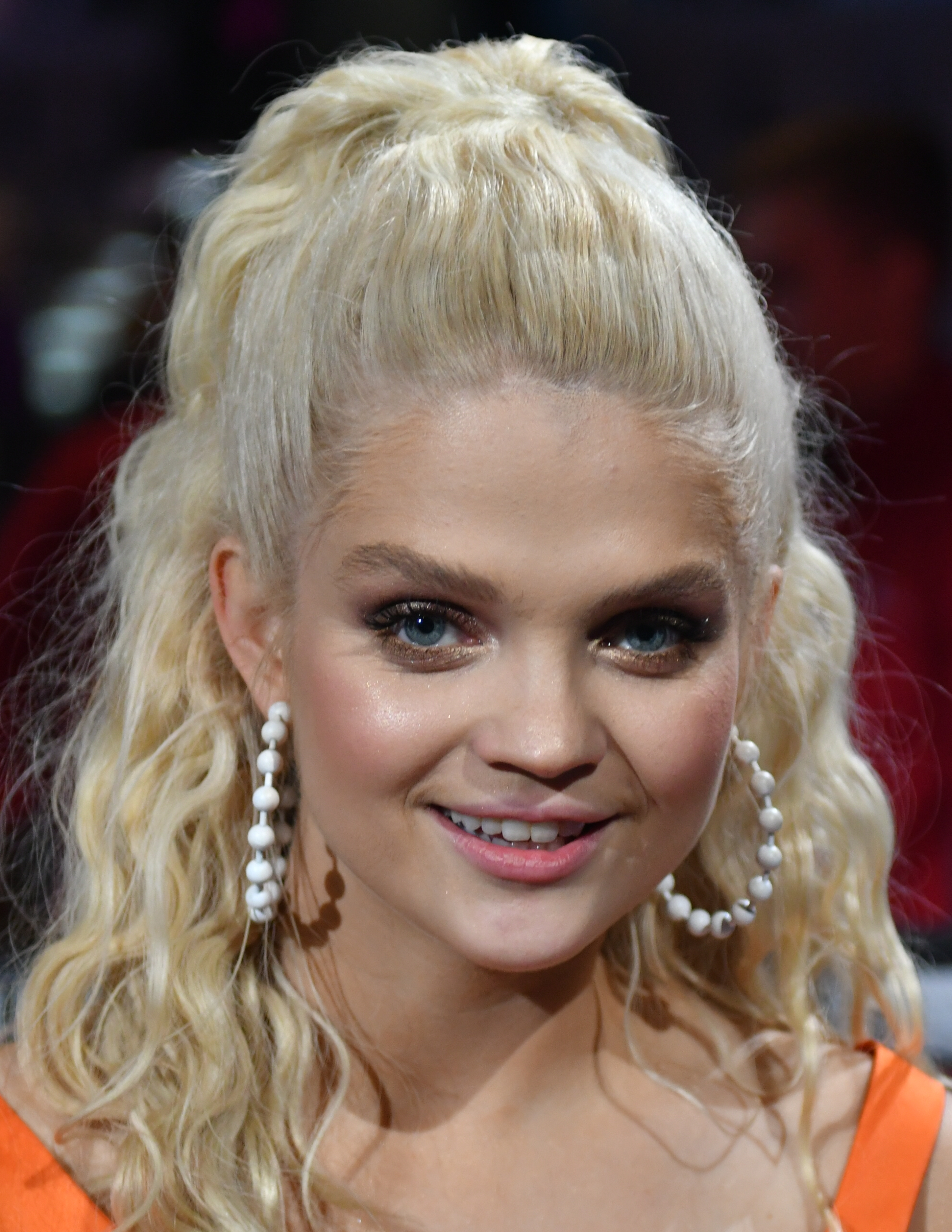
Margaret
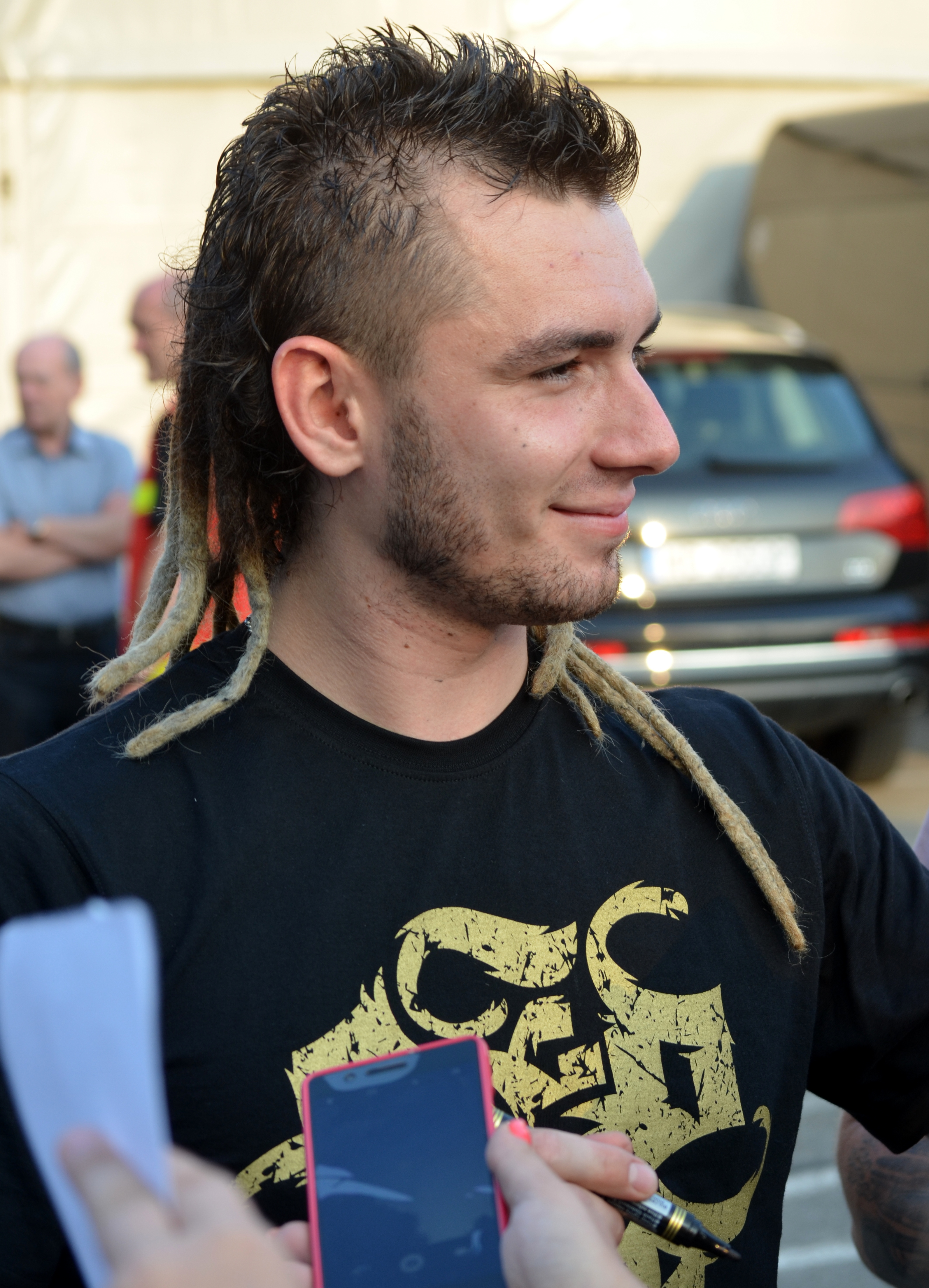
Kamil Bednarek
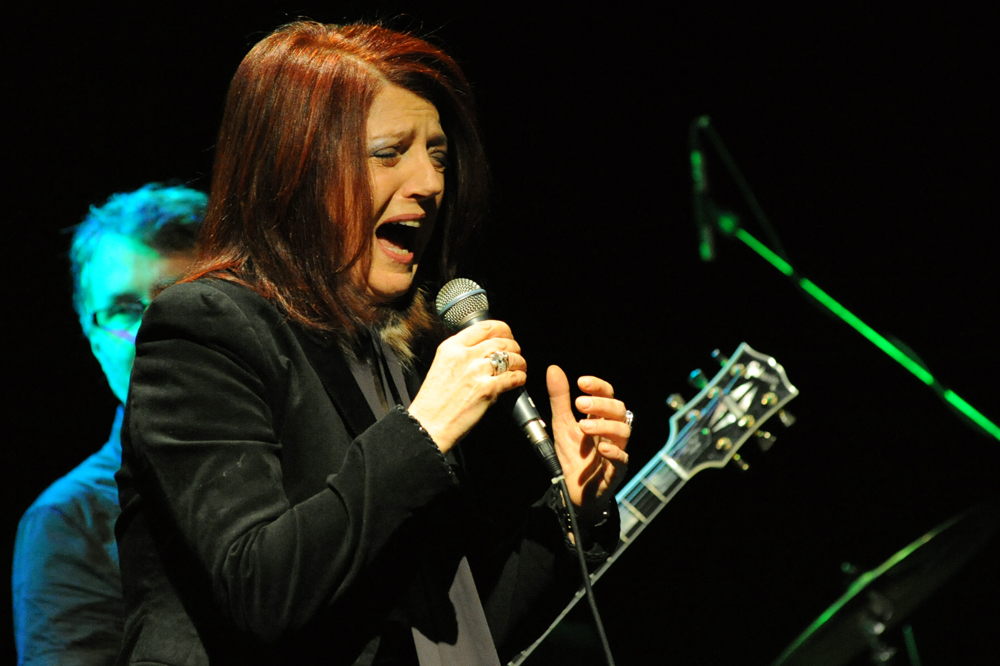
Urszula Dudziak
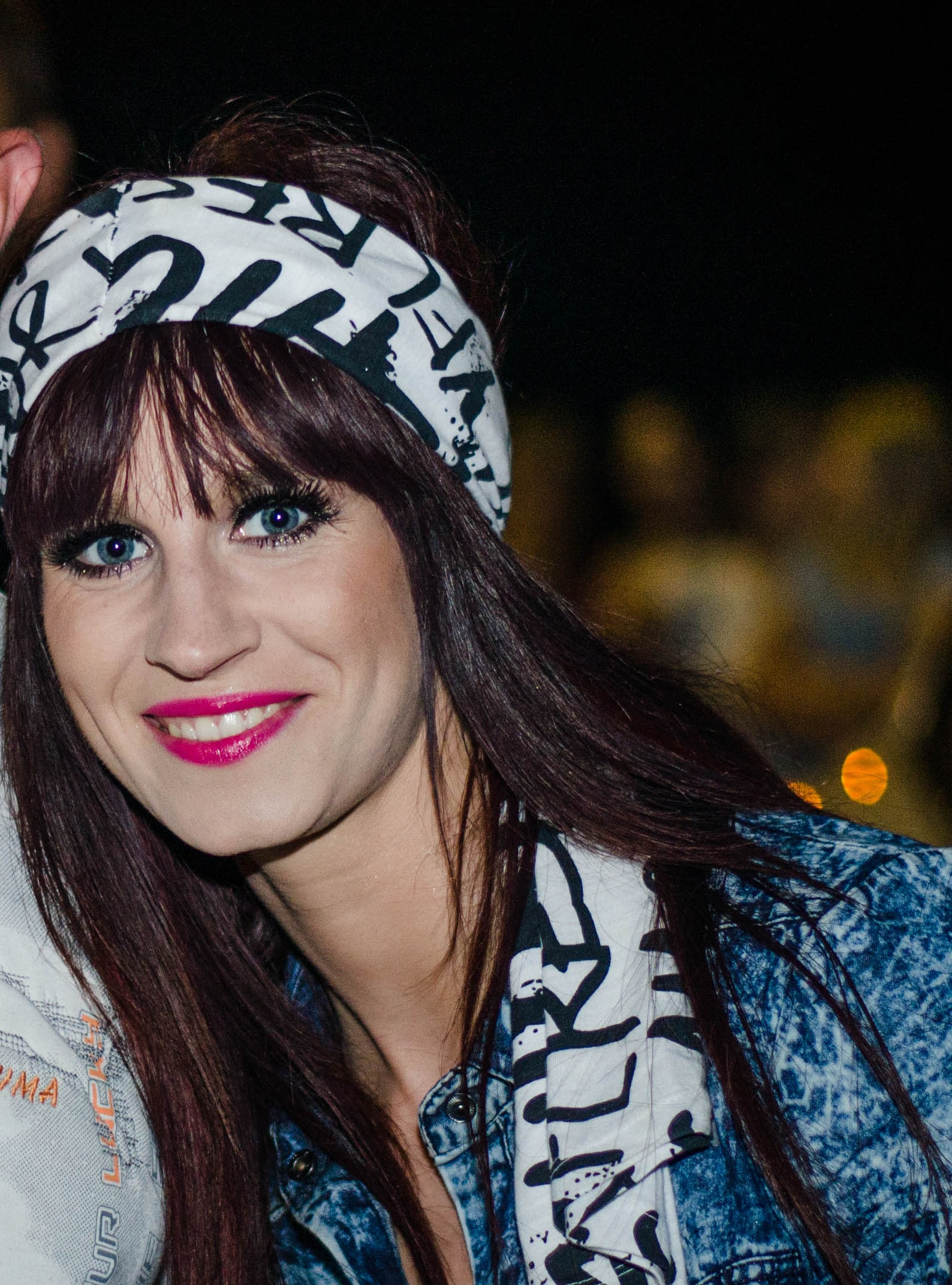
sylwia Grzeszczak 12
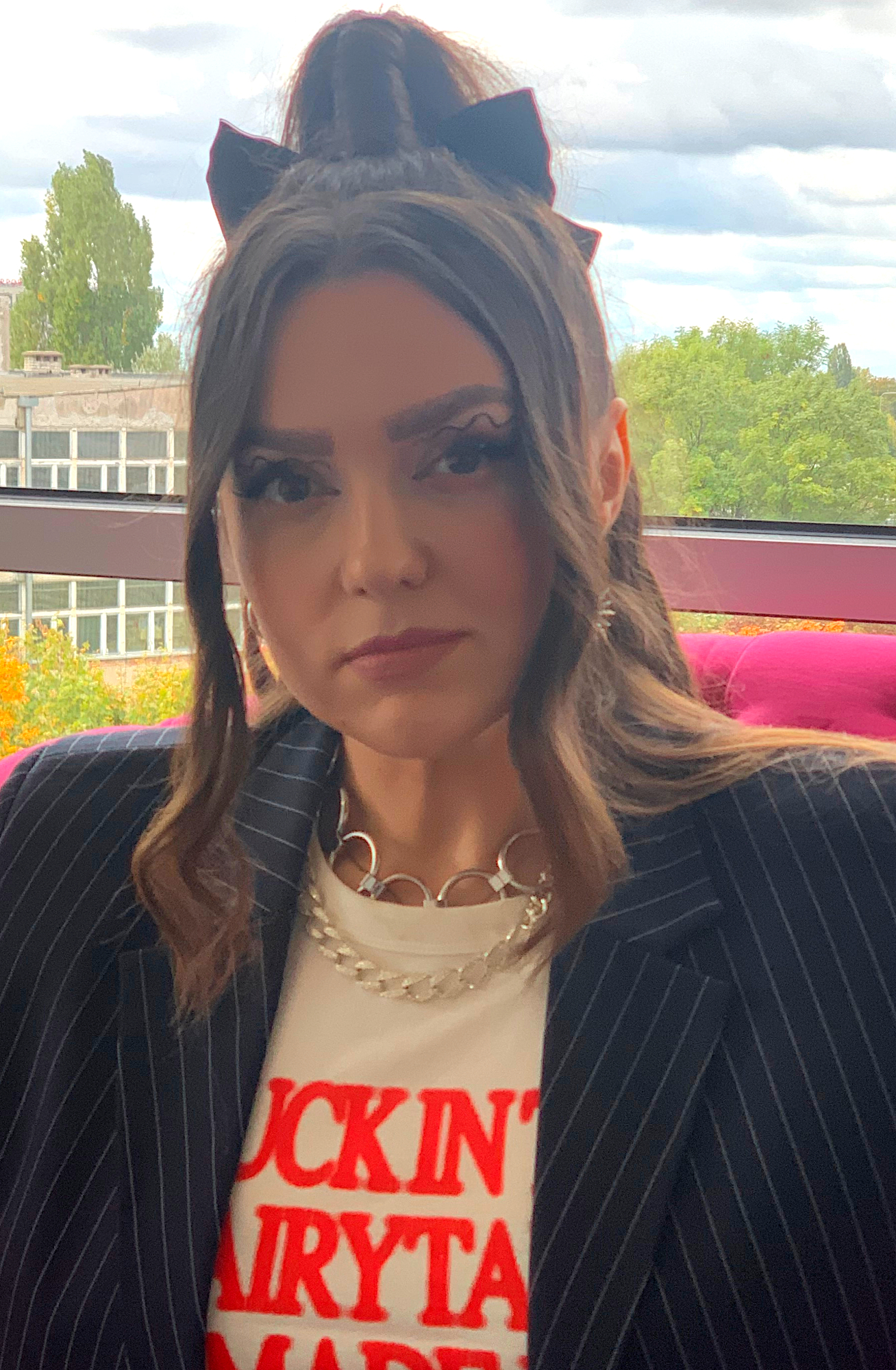
Lanberry 14

### Résumé des saisons
- Équipe Andrzej
- Équipe Kayah
- Équipe Nergal
- Équipe Ania

- Équipe Justyna
- Équipe Tomson & Baron
- Équipe Patrycja
- Équipe Marek

- Équipe Edyta
- Équipe Maria
- Équipe Natalia
- Équipe Michał

- Équipe Grzegorz
- Équipe Piotr
- Équipe Margaret
- Équipe Kamil

- Équipe Urszula

| Saison | Chaîne | Première           | Finale            | Vainqueur           | Deuxième                | Troisième               | Autres finalistes     | Coach gagnant       | Présentateurs      | Présentateurs          | Présentateurs          | Présentateurs              | Présentateurs      | Ordre des chaises des coachs | Ordre des chaises des coachs | Ordre des chaises des coachs | Ordre des chaises des coachs |
| Saison | Chaîne | Première           | Finale            | Vainqueur           | Deuxième                | Troisième               | Autres finalistes     | Coach gagnant       | Principal          | Principal              | Coulisses              | Coulisses                  | Coulisses          | 1                            | 2                            | 3                            | 4                            |
| ------ | ------ | ------------------ | ----------------- | ------------------- | ----------------------- | ----------------------- | --------------------- | ------------------- | ------------------ | ---------------------- | ---------------------- | -------------------------- | ------------------ | ---------------------------- | ---------------------------- | ---------------------------- | ---------------------------- |
| 1      | TVP 2  | 3 septembre 2011   | 10 décembre 2011  | Damian Ukeje        | Antoni Smykiewicz       | Piotr Niesłuchowski     | Mateusz Krautwurst    | Nergal              | Magdalena Mielcarz | Hubert Urbański        | Mateusz Szymkowiak     | —                          | —                  | Andrzej                      | Kayah                        | Nergal                       | Ania                         |
| 2      | TVP 2  | 2 mars 2013        | 10 mai 2013       | Natalia Sikora      | Dorota Osińska          | Michał Sobierajski      | Natalia Nykiel        | Marek Piekarczyk    | Tomasz Kammel      | Marika                 | Maciej Musiał          | Iga Krefft                 | —                  | Justyna                      | Tomson & Baron               | Patrycja                     | Marek                        |
| 3      | TVP 2  | 7 septembre 2013   | 30 novembre 2013  | Mateusz Ziółko      | Ernest Staniaszek       | Arkadiusz Kłusowski     | Jagoda Kret           | Maria Sadowska      | Tomasz Kammel      | Marika                 | Maciej Musiał          | Marta Siurnik              | —                  | Edyta                        | Tomson & Baron               | Maria                        | Marek                        |
| 4      | TVP 2  | 1er mars 2014      | 24 mai 2014       | Juan Carlos Cano    | Katarzyna Sawczuk       | Maja Gawłowska          | Aleksandra Węglewicz  | Maria Sadowska      | Tomasz Kammel      | Marika                 | Maciej Musiał          | Marta Siurnik              | —                  | Marek                        | Justyna                      | Tomson & Baron               | Maria                        |
| 5      | TVP 2  | 6 septembre 2014   | 6 décembre 2014   | Aleksandra Nizio    | Przemysław Radziszewski | Gracjan Kalandyk        | Magdalena Paradziej   | Justyna Steczkowska | Tomasz Kammel      | Magdalena Mielcarz     | Maciej Musiał          | Marta Siurnik              | —                  | Tomson & Baron               | Edyta                        | Justyna                      | Marek                        |
| 6      | TVP 2  | 5 septembre 2015   | 28 novembre 2015  | Krzysztof Iwaneczko | Tobiasz Staniszewski    | Ana Andrzejewska        | William Prestigiacomo | Maria Sadowska      | Tomasz Kammel      | Halina Młynkowa        | Maciej Musiał          | Remigiusz Wierzgoń         | —                  | Tomson & Baron               | Maria                        | Edyta                        | Andrzej                      |
| 7      | TVP 2  | 3 septembre 2016   | 26 novembre 2016  | Mateusz Grędziński  | Weronika Curyło         | Ania Karwan             | Katarzyna Góras       | Andrzej Piaseczny   | Tomasz Kammel      | Barbara Kurdej-Szatan  | Maciej Musiał          | Łukasz Jakóbiak            | —                  | Tomson & Baron               | Natalia                      | Andrzej                      | Maria                        |
| 8      | TVP 2  | 2 septembre 2017   | 25 novembre 2017  | Marta Gałuszewska   | Łukasz Łyczkowski       | Michał Szczygieł        | Maja Kapłon           | Michał Szpak        | Tomasz Kammel      | Barbara Kurdej-Szatan  | Maciej Musiał          | Krzysztof Jankowski Jankes | Marcelina Zawadzka | Andrzej                      | Maria                        | Michał                       | Tomson & Baron               |
| 9      | TVP 2  | 1er septembre 2018 | 1er décembre 2018 | Marcin Sójka        | Natalia Zastępa         | Ania Deko               | Maksymilian Kwapień   | Patrycja Markowska  | Tomasz Kammel      | Barbara Kurdej-Szatan  | Maciej Musiał          | Krzysztof Jankowski Jankes | —                  | Grzegorz                     | Patrycja                     | Michał                       | Piotr                        |
| 10     | TVP 2  | 7 septembre 2019   | 30 novembre 2019  | Alicja Szemplińska  | Daria Reczek            | Tadeusz Seibert         | Damian Kulej          | Tomson & Baron      | Tomasz Kammel      | Maciej Musiał          | Adam Zdrójkowski       | Marcelina Zawadzka         | Wiktoria Gąsiewska | Michał                       | Tomson & Baron               | Margaret                     | Kamil                        |
| 11     | TVP 2  | 12 septembre 2020  | 5 décembre 2020   | Krystian Ochman     | Adam Kalinowski         | Anna Gąsienica - Byrcyn | Jędrzej Skiba         | Michał Szpak        | Tomasz Kammel      | Maciej Musiał          | Adam Zdrójkowski       | Małgorzata Tomaszewska     | Ewa Zawada         | Edyta                        | Michał                       | Urszula                      | Tomson & Baron               |
| 12     | TVP 2  | 11 septembre 2021  | 4 décembre 2021   | Marta Burdynowicz   | Bartosz Madej           | Rafał Kozik             | Wiktor Dyduła         | Justyna Steczkowska | Tomasz Kammel      | Małgorzata Tomaszewska | Małgorzata Tomaszewska | Michał Szczygieł           | Aleksander Sikora  | Sylwia                       | Tomson & Baron               | Justyna                      | Marek                        |
| 13     | TVP 2  | 3 septembre 2022   | 19 novembre 2022  | Dominik Dudek       | Łukasz Drapała          | Konrad Baum             | Ewelina Gancewska     | Tomson & Baron      | Tomasz Kammel      | Małgorzata Tomaszewska | Małgorzata Tomaszewska | Michał Szczygieł           | Aleksander Sikora  | Tomson & Baron               | Justyna                      | Lanberry                     | Marek                        |
| 14     | TVP 2  | 2 septembre 2023   | 25 November 2023  | Jan Góra            | becky Sangolo           | Antoni Zimnal           | Maja Walentynowicz    | Lanberry            | Tomasz Kammel      | Małgorzata Tomaszewska | Aleksander Sikora      | Aleksander Sikora          | Aleksander Sikora  | Marek                        | Justyna                      | Tomson & Baron               | Lanberry                     |

## The Voice of Polonia
The Voice of Polonia est un concours international destiné aux Polonais résidant à l'étranger et aux étrangers d'origine polonaise. il est organisé par le ministère polonais des affaires étrangères avec le soutien de TVP Polonia et de Polskie Radio.
- Première édition : la finale, précédée d'une sélection au sein des 70 candidats venus d'Allemagne, de Belgique, de France, des Pays-Bas, du Royaume-Uni et d'Ukraine s'est tenue le 7 novembre 2014. Le jury présidé par la pianiste Anna Ciborowska (composé de Maria Sadowska, Stanisław Wenglorz et Henry Seroka) a proclamé le palmarès suivant :

1. Rafał Motycki (Grande-Bretagne)
2. Róża Frąckiewicz (Allemagne)
3. Karolina Popczyk (France)
4. Joanna Pszczoła (Belgique)

- Deuxième édition : la dernière étape de la compétition s'est déroulée le 13 novembre 2016 à Bruxelles avec des finalistes venus d'Allemagne, de Belgique, du Danemark, de France, des Pays-Bas et d'Irlande[1]. Le jury comptait parmi ses membres Marek Piekarczyk (pl) et Stanisław Wenglorz (pl). Le Grand prix a été décerné à Magda Baryła (Allemagne) et le prix spécial à Aneta Nayan (Belgique)